# Cupira
Cupira is een gemeente in de Braziliaanse deelstaat Pernambuco. De gemeente telt 22.783 inwoners (schatting 2009).

## Aangrenzende gemeenten
De gemeente grenst aan Agrestina, Altinho, São Joaquim do Monte, Lagoa dos Gatos, Belém de Maria en Panelas.

## Verkeer en vervoer
De plaats ligt aan de noord-zuidlopende weg BR-104 tussen Macau en Maceió.